# Porolepis
Porolepis è un genere estinto di pesci sarcotterigi. Resti fossili di animali ascrivibili al genere sono stati rinvenuti in Europa occidentale, in Australia e nelle Spitzbergen, in strati risalenti al Devoniano inferiore (circa 370 milioni di anni fa).

## Descrizione
Questi pesci possedevano un corpo relativamente compatto ma agile, un cranio largo e occhi molto piccoli. Le varie specie di Porolepis potevano raggiungere complessivamente il metro e mezzo di lunghezza, e ciò li rendeva sicuramente alcuni dei più grandi predatori del loro ambiente. Le squame erano ricoperte da un pesante strato di cosmina e ciascuna di esse era munita di caratteristiche file di pori (da cui il nome Porolepis, “scaglia – poro”).

## Classificazione
Si tratta di una delle forme più antiche e primitive di crossotterigi. L'ordine a cui appartiene il genere (Porolepiformes) si è estinto nel giro di qualche milione di anni, non prima di aver dato origine a forme più specializzate come Holoptychius e Glyptolepis: molto probabilmente questi pesci erano imparentati abbastanza strettamente coi progenitori degli attuali dipnoi.
Al genere sono state finora ascritte sette specie:
- Porolepis brevis Jarvik, 1937
- Porolepis elongata Jarvik, 1937
- Porolepis posnaniensis Kade, 1858
- Porolepis siegenensis Gross, 1936
- Porolepis spitsbergensis Jarvik, 1937
- Porolepis uralensis Obrutschew, 1937
- Porolepis foxi Johanson et al., 2013

## Biologia
L'habitat delle specie ascritte al genere dovevano essere le acque poco profonde e non troppo mosse. La loro struttura corporea permetteva una certa agilità rispetto ai pesci corazzati del periodo (come i placodermi e gli acantodi), che probabilmente costituivano delle prede per questi animali. È probabile che i Porolepis, come tutti i porolepiformi, fossero predatori che tendevano agguati sui fondali.